# مايك بروستر
مايك بروستر (بالإنجليزية: Mike Brewster)‏ هو لاعب كرة قدم أمريكية أمريكي، ولد في 27 يوليو 1989 في أورلاندو في الولايات المتحدة.

## وصلات خارجية
- مايك بروستر على موقع مرجع كرة القدم المحترفة.كوم (الإنجليزية)